# ヴィエルヴィル＝シュル＝メール
ヴィエルヴィル＝シュル＝メール (Vierville-sur-Mer) は、フランスのカルヴァドス県のコミューン。
バイユーから北西20kmに位置し、ノルマンディー上陸作戦が行われたオマハ・ビーチの区域の一つで「ドッグ」。

## 歴史

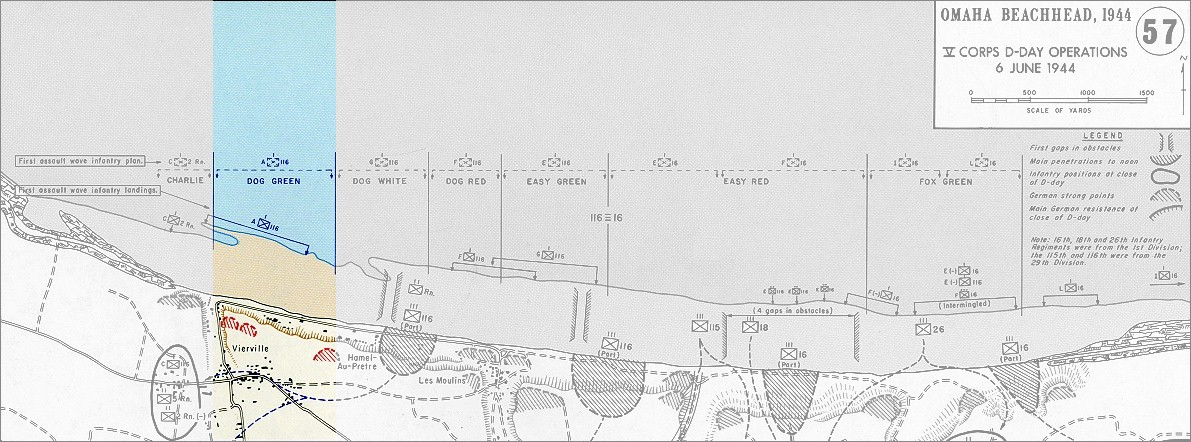
ドッグ・グリーン戦区

1944年6月6日、アメリカ陸軍第29歩兵師団第116歩兵大隊および第2および第5レンジャー大隊が、ヴィエルヴィル＝シュル＝メールの下、ドッグビーチのグリーンセクターに上陸した。映画「プライベート・ライアン」にも登場する区域である。